# 清洁发展机制
清潔發展機制（英語：Clean Development Mechanism，簡稱CDM）是一由聯合國運作的碳抵消與碳信用計劃，機制讓各國得以資助其他國家的溫室氣體減排項目，然後將降低的排放量轉變為其自身努力以實現國際氣候目標的一種工作。CDM是《京都議定書》中所定義三個彈性機制中的一個。迄今CDM仍在持續運作。但註冊新的CDM專案可能受到限制或是終止，CDM活動的整體範圍與過去相比可能已縮減。
《京都議定書》第12條定義的清潔發展機制，目的在實現兩個目標：（1）幫助非附件一中所列國家（主要是開發中國家）實現永續發展，減少碳足跡， (2) 協助列於附件一中的國家（主要是已開發國家）履行其減排承諾（控制溫室氣體排放在設定的上限之內）。
CDM針對第二個目標，允許附件一所列國家透過從在開發中國家中進行的CDM減排計畫購買核證減排單位（簡稱CER）來履行其在《京都議定書》下的部分減排承諾（Carbon Trust（2009年），第14頁）。減排專案和發行CER都需經過批准，以確保這些減排量是真實及具有額外性。 CDM在聯合國氣候變化綱要公約（UNFCCC）締約方會議（簡稱COP/MOP）指導下，由CDM執行理事會（簡稱CDM EB）進行監督。成功進行的專案可獲得核證減排單位（CER），這些單位可在排放交易計劃中（ETS）進行交易。CDM讓已開發國家得以購買CER，得以投資於全球最低成本的減排項目（參見Grubb報告（2003年，第159頁）。從2001年（CDM專案可註冊的第一年）到2012年9月7日期間，CDM已發行10億個核證減排量單位。截至2013年6月1日，所發行CER中的57%係由銷毀氟仿（38%）或一氧化二氮（19%）的專案而產生。於2011年12月，碳捕集與封存（CCS）技術的專案也被納入CDM碳抵銷計畫。
由於包括美國和中國在內的幾個高排放國家，或是非《京都議定書》簽署國均未被議定書要求減排，所以大部分實施CDM的僅限於歐洲國家。再加上2007年—2008年環球金融危機及歐洲主權債務危機所導致的經濟大衰退，導致對碳抵銷與碳信用的需求非常低，CER的價格呈直線下降趨勢。一份於2012年由聯合國同意發佈的報告，稱各國政府迫切需要解決CDM的未來問題，並暗示此機制有崩潰的風險。而那時CER的價格已降至每噸二氧化碳5美元（2008年時為20美元），而在次年，價格突然跌至不到1美元。結果有數千個專案產生的碳信用無人認領。關於如何處理這些舊的碳信用而發生的爭論是導致2019年聯合國氣候變化大會以失敗收場的主因。

## 歷史
CDM是《京都議定書》所定義的"彈性機制"之一。彈性機制的目的是讓附件B所涵蓋的國家履行其減排承諾，同時降低因如此做而對經濟產生的負面影響（IPCC，2007年）。彈性機制是由美國政府引進《京都議定書》中。開發中國家對彈性機制持高度懷疑與強烈反對的態度（Carbon Trust（2009年），第6頁）。然而在《京都議定書》後續行動的國際談判同意將此機制繼續運作。
在CDM的設計上有兩個重要問題（Carbon Trust（2009年），第14-15頁），一是CDM中所提的"額外性"減量。另一問題是它是否會導致富裕國家和公司在東道國（主要是開發中國家）實施違背此類國家發展利益的計畫。為緩解這種擔憂，CDM要求東道國確認CDM專案有助於自己國家的永續發展。國際規則也禁止對某些活動發行碳信用，特別是在核能和避免森林砍伐方面。（參見本文後面敘述）
直到《京都議定書》於2005年開始生效後，CDM才獲得前進動力。最初幾年產生的CDM碳信用額少於預期，部分原因是監督機構資金不足，人手缺乏。

## 目的
CDM的目的是促進開發中國家，即非附件一所列國家（未列入《UNFCCC》附件一的國家）的清潔發展。CDM是《京都議定書》的"依據專案"的機制之一，因為CDM的目的在促進減排專案的進展。 CDM根據"產生"減排的概念（Toth等（2001年），第660頁）。這些降低的排放量產生之後，由假設的排放"基線"（指在沒有特定CDM專案的情況下預期發生的排放量）扣除，而得到減量差額，成為CDM計畫相對於基線所產生的"信用額"。開發中國家因達成減排而可獲得碳信用。
讓開發中國家參與減排的經濟基礎是它們的減排成本被認為會比已開發國家便宜（Goldemberg等（1996年）, 第30頁)，Grubb（2003年）， 第159頁 )。例如開發中國家的環境監管普遍弱於已開發國家（Sathaye等（2001年）, 第387-389頁），因此多數人認為這類國家有更大的減排潛力。預計開發中國家的排放量將在21世紀大幅增加（Goldemberg等（1996年），第29頁）。因此於開發中國家所做的任何基礎設施決策可能會對未來限制全球總排放量的工作產生巨大影響（Fisher等，2007年）。CDM的目的在讓開發中國家走上減少排放污染之路，並由工業化國家（附件B國家）負擔減排費用。
為防止工業化國家漫無限制利用CDM，UNFCCC含有一項規定，敘明CDM的的作用是補充已開發國家的國內減排行動之用。
設立調適基金（Adaptation Fund ）是為資助《京都議定書》締約方中的開發中國家的具體氣候變化調適專案和計劃。此基金的資金來源有部分由CDM計畫活動收益產生，也有其他來源。

## CDM專案流程

### 摘要
工業化國家希望從CDM專案中獲得碳信用，必須先取得設置專案所在開發中國家的同意，且該專案將有助於所在國的永續發展。繼而利用CDM執行委員會（簡稱CDM EB）批准的方法，提出申請的工業化國家必須證明該減排專案具有額外性，（即如無此專案，所提的減排就不會發生），同時必須建立一基線來估計在無此專案的情況下於未來的排放量。然後該案例由稱為指定營運實體 (Designated Operational Entity，DOE) 的第三方機構進行驗證，以確保專案能產生真實、可衡量以及長期性的減排效果。然後CDM EB決定是否將該專案註冊（批准）。如果一專案被註冊且開始執行，CDM EB會向專案參與者發放信用額，稱為認證減排單位（CER，通常稱為碳信用額，其每個單位相當於減少一噸CO2e - 一噸二氧化碳，或是一噸二氧化碳當量）。由DOE監測實際排放量與基線排放量之間的差異。

### 額外性
為避免讓無論如何均會發生的專案取得信用額（"搭便車者"），CDM設有特定的規則以確保擬議專案能產生額外性，即該專案能減少的排放量比不採用時的情況下會更多。 目前的情況是如果提出專案者能證明其方案在經濟上更具吸引力，或是CDM能夠協助專案克服其所面臨的障礙（例如技術上、治理上及政治上等），CDM EB就認為此專案具有額外性。 CDM EB的最新指南可在UNFCCC網站上取得。

### 基線
決定額外性和減排數量的計算方式是將假設沒有該專案時所發生的排放量扣除專案實施後排放量而得。因此機制需要建立基線（或稱比較排放估算）。基線的建構通常依賴假設情景模型，同時可參考國內或是其他國家類似活動和技術的排放量，或是專案實施前的實際排放量以進行估算。參與此專案的合作夥伴可能有建立高排放基線的動機，而造成碳信用額被灌水而膨脹的情況，可透過獨立的第三方驗證以避免此類潛在風險。

### 方法
任何擬議的CDM專案都必須使用經批准的基線和監測法來進行驗證、批准和註冊。基線設定法會制定步驟以確定某些適用的數據，而監測法將設定具體步驟來確定所採衡量參數、品質及使用設備，以取得準確的減排數據。前述經核准的方法簡稱如下列：
AM - 核准方法（Approved Methodology）
ACM - 核准綜合方法（Approved Consolidated Methodology）
AMS - 小型專案批准方法（Approved Methodology for Small Scale Projects）
ARAM - 核准植樹造林和林地復育方法（Aforestation and Reforestation Approved Methodologies）
CDM EB批准的基線方法以及相關指南均可在UNFCCC CDM網站上取得。.如果一DOE決定在擬議的專案活動中使用新的基線方法，則應在提交註冊之前將方法轉發給CDM EB進行審查，如果被認為適合，即會得到批准。

## 經濟學
根據研究人員Burniaux等人（2009年，第37頁）的看法，像CDM這樣的信用機制可在氣候變化緩解方發揮三項重要作用：
- 提高已開發國家於溫室氣體減量時的成本效益
- 幫助減少已開發國家向開發中國家造成的碳洩漏 - 指一個國家或經濟部門的緩解行動導致另一個國家或部門的排放量增加，例如透過將產生污染的工業從附件一所列國家轉移到非附件一國家（Barker等人，2007年）。[26]
- 促進將清潔、污染較少的技術移轉到開發中國家。

根據研究人員Burniaux等人的說法（2009年，第37頁），運作良好信用機制的節約成本潛力似乎非常大。與基線成本（即僅在附件一所列國家進行減排的成本）相比，如果將抵銷額上限設定為20%，有項估計顯示其緩解成本可能會減半。然而這種節約應該被視為一種上限：在假設不發生交易相關成本，並且實現節約沒有不確定性的情況下發生。可從此信用機制中獲益最多的附件一所列國家包括澳大利亞、紐西蘭和加拿大。而在此經濟模式中，非附件一國家因利用低成本方式減排，而可取得些微的收入成長。 CDM過程中的實際交易成本相當高，這對於較小的專案而言是個問題。此類問題可透過CDM設計的可複製活動方案（PoA）來解決。

### 進行CDM所遭遇的困難
碳洩漏
理論上，此種碳信用機制可減少碳洩漏（Burniaux等人,（2009年）, 第38頁）。實際上發生的洩漏量部分取決於發行信用額所採基線的定義。目前的CDM方法已存在一些洩漏問題。因此CDM能減少的洩漏可能實際上很小，甚至並不存在。
額外性、交易成本與瓶頸
為維持《京都議定書》的環境有效性，CDM的減排量必須是額外的（世界銀行（2010年），第265頁）。如果不能產生額外性，此機制等於是把附件一所列國家的錢送給非附件一國家（Burniaux 等人（2009年），第40頁）。然而要證明額外性的難度很高，這是個會引起激烈爭論的議題。
研究人員Burniaux等人認為評估額外性會產生巨大成本。在CDM專案批准時會因延宕時日而成為一種瓶頸。根據世界銀行（2010年）的數據，在支持開發中國家緩解氣候變化的工作上，CDM已成為一重大限制因素。
激勵措施
CDM給予減排量獎賞，但對增加排放量不予懲罰（Burniaux等人（2009年），第41頁），而近乎是一種減排補貼，可能會成為一種不正當的激勵，導致企業可能會在短期內增加排放量，而在日後取得因減排而產生的碳信用額。
另一困難點是CDM可能會降低非附件一國家降低排放的動力，因為大多數這類國家可從運作順利的信用機制中獲取更多的利益，而非由全球性的排放交易系統（參見歐盟排放交易體系（EU ETS））獲益。如果實施世界性排放交易計劃，將會設定世界各國排放量的上限，或許在排放交易系統中將排放權的分配（即每個國家允許排放的數量）對開發中國家特别有利的情况下，可將前述情況改觀。
地方層級抗拒
一些民間團體認為大多數CDM專案僅對大企業有利，而對被排除在外的人群造成傷害。 2012年在印度新德里，有場由拾荒者組成的草根運動興起，以抵制CDM。2012年在巴拿馬，有項CDM專案阻礙巴拿馬政府與居住於恩戈貝-布格雷特區原住民之間的和談。
CER價格下跌
對於CDM產生的CER需求大部分來自最大的碳交易市場 - 歐盟排放交易體系。 CER市場價格於2012年7月跌至每噸2.67歐元的歷史新低（一年內價格下跌約70%）。分析師將CER價格低下歸因於歐盟排放配額價格較低、歐盟排放配額供應過剩以及歐洲經濟放緩。
《經濟學人》於2012年9月將CDM描述為"一場正在形成的徹底災難"，"需要徹底改革"。由於歐洲主權債務危機而降低工業活動，以及歐盟排放交易體系中充斥過多的排放配額，碳定價（包括CER的價格）已從2008年8月的每噸20美元暴跌至5美元以下。根據英國《衛報》報導，由於CER價格長期下跌，CDM"基本上已崩潰"。在經濟大衰退之前，CER的交易價格曾高達每噸20美元（12.50英鎊），在當時已跌至不到3美元。由於CER價格如此之低，導致任何新的專案在經濟上均不可行。倫敦ICE期貨交易所（ICE Futures）於2012年10月的CER價格跌至每噸1.36歐元（新低）。新聞與諮詢機構湯森路透Point Carbon（Thomson Reuters Point Carbon）於2012年10月估計到2020年，CDM和聯合執行機構產生的過剩配額將達到14億個單位，Point Carbon預測核證減排單位 (CER) 價格將從2歐元下降至50分。到2012年12月12日，CER價格再創下每單位31分的新低。彭博社報導稱核證減排單位價格於2012年一年內下降達92%，降至每單位39分。

## 財務問題
由於開發中國家的減排成本通常遠低於工業化國家的，工業化國家只要能妥善控制管理成本，就可透過獲得開發中國家減排的碳信用額，而以較低成本實現自身減排目標。
聯合國政府間氣候變化專門委員會（IPCC）預計，充分利用CDM和同樣是《京都議定書》提倡的聯合實施機制 ，屬於經濟合作暨發展組織的歐洲，其國內生產毛額（GDP）損失將因此達到0.13%至0.81%，而僅在它們國內實施氣候行動的情況下，產生的損失在GDP的佔比則為0.31%至1.50%。
於歐洲總會有一些廉價的國內減排措施，但如從燃燒煤炭轉向天然氣，成本約為每噸二氧化碳當量40-50歐元。 CDM計畫於2006年將核證減排單位以5至20歐元/每噸二氧化碳當量的遠期價格進行交易。 價格取決於賣方和買方之間的風險分配。 如果賣方同意自行承擔專案基線和監測方法被拒絕的風險，則可獲得相當好的售價，風險包括如東道國拒絕該項目、CDM EB拒絕核准該專案、該專案因某種原因產生較少的碳信用額，或是如果國際交易日誌（確保碳信用於國際轉移的機制）屆時尚無法運作，則買方無法在約定的時間內獲得核證減排單位。 通常賣方只有在國際評級機構認為交易對手非常可靠的情況下才會願意承擔這些風險。

### 氣候變化緩解融資
CDM的收入是開發中國家迄今最大的氣候變化緩解資金來源（世界銀行（2010年），第261-262頁）。 CDM計畫於2001年至2012年期間可為開發中國家籌集180億美元（150億至240億美元）直接碳收入。 實際收入將取決於碳定價。 估計於2002年-2008年期間，CDM計畫已籌得約950億美元的資金用於清潔能源投資。

### 氣候變化調適融資
CDM是UNFCCC調適基金的主要收入來源，該基金成立於2007年，目的在資助《京都議定書》締約方中開發中國家的具體調適專案和計劃（世界銀行（2010年），第262-263頁）。實施CDM需繳納2%的稅，而可於2008-2012年期間籌集到3億至6億美元資金。 實際籌集的金額將取決於碳定價。

## CDM專案

迄2012年10月，世界各國取得的核證減排單位（CER）佔比。

自2000年起，CDM針對由開發中國家專案產生的減排量給予碳信用（Gupta等，2007年）。 截至2005年1月1日，提交給CDM的專案，預計其到2012年可節省的二氧化碳當量會少於1億噸（Carbon Trust（2009年），第18-19頁）。歐盟排放交易體系於2005年1月啟動，《京都議定書》於當年2月生效。 歐盟排放交易體系允許企業透過購買碳抵銷信用額來履行其減排承諾，因此為相關專案創造出感知的價值。 《京都議定書》藉此為CDM奠下堅實的法律基礎。
截至2008年底，已有4,000多個CDM專案提交審定，其中已有1,000多個於CDM EB註冊，因此有權取得核證減排量單位（CER）（Carbon Trust（2009年），第19頁）。 世界銀行於2010年估計，全球於2012年的最大CER生產地為中國（佔CER總量的52％）和印度（佔16％）（世界銀行（2010年），第262頁）。 拉丁美洲和加勒比地區生產的核證減排單位將佔潛在總量的15%，其中巴西是最大的來源國（7%）
截至2012年9月14日，CDM EB已註冊有4,626個專案。這些專案預計將產生648,232,798個核證減排單位。截至2012年9月14日，CDM EB已發放10億個CER，其中60%來自中國的專案。印度、韓國和巴西的核證減量單位分別佔總量的15%、9%和7%。
中國最終成為CER的最大來源國。（p. 30）
印度喜馬偕爾邦林地復育計畫號稱是世界上最大的單一CDM專案。

### 交通運輸
迄2014年，已有29個交通運輸專案於CDM EB註冊，最後一個發生於2013年2月26日，專案所在地為中國。

### 銷毀氟仿
有些CDM專案的目的在限制，或是消除工業排放的溫室氣體，如氟仿和一氧化二氮。 氟仿是種強效溫室氣體，為生產冷媒氣體二氟一氯甲烷 (HCFC-22) 的副產品。估計氟仿的全球暖化潛勢是二氧化碳的11,000倍，因此冷媒製造商銷毀一噸氟仿將可獲得11,000個核證減排單位。
英國氣候顧問公司碳信託（Carbon Trust）於2009年估計與CDM相關的工業氣體專案（例如限制排放氟仿的專案）約佔2012年發放CER的20%。Carbon Trust表示冷媒製造廠可能因此種銷毀有利可圖，而特地建造新廠，生產此種"副產品"以供銷毀，而表達擔憂。因此CDM EB開始僅針對2001年之前建造的冷媒生產設施進行認證。經濟學人於2010年9月刊出的報導，估計歐盟排放交易體系於2009年中用作碳抵銷的CER，其中59%來自銷毀氟仿的專案。
於2005年到2012年6月期間，CDM認證的減排單位中有46%頒給19家冷媒製造廠（主要位於中國和印度）。獨立諮詢機構IDEAcarbon的技術總監David Hanrahan認為這些冷媒工廠每年可能從CDM專案平均賺取2,000萬至4,000萬美元的收入。 這些收入還會激勵增加可消耗臭氧層的冷媒（氟仿） 產量，並延緩人們改用危害較小的冷媒 。
CDM於2007年停止接受新的冷媒製造廠銷毀專案申請。 CDM於2011年與19家冷媒製造廠續簽合約，條件是銷毀氟仿取得碳信用額僅限於其冷媒產量的1%。，預計2012年所有核證減排單位中的18%將流向此19個冷媒工廠，而12%將流向2,372個風力發電廠，0.2%將流向312個太陽能發電專案。
歐盟氣候變化委員會於2011年1月決定從2013年5月1日起禁止在歐盟排放交易體系中買賣與氟仿相關的CER， 所持理由是不正當的激勵措施、缺乏額外性、缺乏環境完整性、破壞《蒙特婁議定書》、成本因素與無效性，以及於已開發中國家的一些專案取得過多的CER，而造成扭曲效應。紐西蘭自2011年12月23日起禁止銷毀氟仿與一氧化二氮專案而取得的CER於該國排放交易計劃中買賣，除非它們是根據禁止日之前簽訂的未來交付合約取得，但最終必須於2013年6月完成。
迄2013年6月1日，CDM已向23個氟仿銷毀專案發放505,125個CER，佔發放總量的38%。 另外19%（255,666個CER）已發放給108個一氧化二氮銷毀專案。

## 實施CDM遭遇的障礙
世界銀行（未注明日期，第12頁）描述最不發達國家 (LDC) 在使用CDM所遭遇的一些障礙。 這類國家參與CDM的程度較低。 其中有四項決定對前述國家造成不成比例的負面影響：
- 抑制需求：最不發達國家的基線設定很低，表示專案無法產生足夠的氣候融資來推動。
- 處理不可再生生物質專案：CDM所做的決定導致這些專案的減排潛力基本上被減半。 針對撒哈拉以南非洲地區和貧困社區的專案於此尤為明顯，因為當地的燃料通常來自不可再生的木材（用於烹飪和取暖用途）。
- CDM的林業專案計畫與農業受到排除：林業與農業對最不發達國家，比對中等收入國家更為重要。林業計畫的碳信用受到CDM抑制，導致需求和價格同樣低迷。
- 交易成本和CDM流程要求：相關要求較適於開發中國家中最先進的，而通常對最不發達國家會有難以進行的問題。

## 對CDM的觀點

### 附加性

#### 溫室氣體排放
實施CDM的困難之一是判斷專案是否真正能夠額外降低溫室氣體排放（Carbon Trust（2009年），第54-56頁）。 用於進行比較的基線不易遵循。 根據Carbon Trust（2009年）的說法，一些項目顯然具有額外性：安裝銷毀氟仿和一氧化二氮的設備。 一些低碳電力供應專案也被認為可取代燃煤發電。 Carbon Trust（2009年）審查一些批准的專案，而認為其中一些專案的額外性評估存在爭議。 他們將建立額外性與法律體系中的證據平衡法進行比較，確定有額外性的屬於罕見，若要求水準很高的額外性證明，專案受到拒絕的風險就越大。
德國非營利私營環境研究機構Öko-Institut於2016年針對一系列CDM計畫進行分析，發現其中只有2%很有可能能達成額外的減排量，同時也未有高估的情況。

#### 類型
額外性備受爭議。 而對額外性有許多不同的解釋：
1. 通常稱為"環境額外性"的意思是如果專案產生的減排結果低過基準線，則此專案具有額外性。 這種觀點通常著眼於如果無此專案時將會有何種結果。
2. 另一種解釋有時被稱為"專案額外性"，如果沒有CDM，就無此專案。

人們使用許多名詞以討論不同的額外性，造成某種程度的混亂，特別是"金融額外性"和"投資額外性"此兩名詞，兩者有時被作為同義詞。 然而"投資額外性"是《馬拉喀什協定》談判期間討論並最終被拒絕的一個概念。 投資額外性的概念是任何超過一定風險調整獲利門檻的專案均會自動被視為不具額外性（表示即使無CDM介入，開發者仍然能夠獲利）。"財務額外性"通常被定義為一經濟上不可行的專案，因CDM收入的直接介入而變為可行。
許多投資者認為採用環境額外性的解釋，可讓CDM變得更為單純。 環境非政府組織認為這種解釋將會導致CDM向搭便車者開方便之門，讓已開發國家排放更多的二氧化碳，而又無法在施行CDM專案東道國實現減排。
研究人員Gillenwater (2011年) 評估社群內不同的額外性定義，提出一個綜合定義，強調附加性並非一具有不同類型的概念。
研究人員Schneider (2007年) 為世界自然基金會撰寫一份關於CDM的報告。 根據93個隨機選出，且已註冊的CDM專案進行系統性評估，加上訪談和文獻調查（第5頁）。 根據Schneider（2007年，第72頁）的說法，於2004年-2007年期間，這93個專案中的額外性有許多看似不太可能，或是值得懷疑。
要確定如果沒CDM，或是沒有特定專案將會有怎麼樣的結果，是件極為困難的事，這是對CDM常見的反對意見之一。 然而CDM EB仍為評估額外性而制定官方指南，目的是對其能進行統一評估。

#### 對額外性的觀點
反對額外性的論點是基於開發中國家未受《京都議定書》設定排放上限的約束（Müller（2009年），第 iv，9-10頁），因而提出允許開發中國家"一切照舊"（business-as-usual，BAU）排放（即在不採取任何減少排放行動的情況下發生的排放）。 透過設定BAU基線作為這類國家的目標。 因此若要求額外性，實際上反成為他們的排放限制。 這可用作反對額外性的論據，即無額外性的排放減少也應可取得碳信用額。
研究人員Müller (2009年) 認為，在擁有額外性和不擁有額外性之間必須做出妥協。 他的看法是有時應使用額外性，但有時則不應該。
根據世界銀行（未注明日期，第16-17頁）的說法，額外性對於維持碳交易市場的環境完整性非常重要。 為保持這種完整性，有人建議能達成或超越企圖恢弘的政策目標或技術標準的專案才可被視為具有額外性。

### 擔憂

#### 整體效率
根據一項開創性的研究，顯示在公開市場上購買CDM信用額，其中平均約30%的資金直接用於專案營運和資本支出。其他的重要成本包括經紀人的收費（約佔30%，被理解為用於覆蓋專案無法交付的風險）和專案投資者的投資利益（約佔30%）。 研究人員指出其研究的專案樣本不大，數據範圍很廣，且他們估算的方法稍微將經紀的平均收費高估。

#### 發生詐欺的風險
CDM專案的主要問題之一為或有詐欺風險。 最常見的手段是專案本身雖然在財務上可行，但透過CDM專案獲得的減排量不具額外性。 誇大減碳效益也是常見做法。 有時公司甚至會產生更多的溫室氣體來取得更多的核證減排單位。
大多數可疑的專案與工業氣體相關。 儘管所有CDM專案中只有1.7%符合此類資格，但它們卻佔所有已發放CER數量的50%至69%，導致全球CER市場的價格崩盤。銷毀這類氣體的成本與透過CER在市場取得的資金相比會非常低，因此建立這些專案的公司可賺取非常高的利潤。CDM因而成為導致碳洩漏的刺激因素，甚至會因此產生更多的碳排放。
水利發電專案也存在很大問題。 研究人員Barbara Haye計算的結果，發現超過三分之一被認定為CDM的水力發電專案"在註冊時已經完成，幾乎全部的專案都已經開工興建"，這表示此類CER並不具有額外性，又會間接導致更高的排放。此外，這些專案所提出的大部分碳效益均被誇大。
推測CDM EB會核准這些專案的原因是EB成員並非獨立技術官僚，而是以各自國家的代表身分而當選。 他們面臨來自本國和其他國家、世界銀行（資助某些計畫）和其他遊說組織的壓力。 再加上EB決策缺乏透明度，導致成員更傾向於政治經濟思維，而非技術或科學考量。顯然是CDM並未依照"善治"的規則行事。 想解決這種問題，可能需將EB成員的選舉達成真正的民主化，以實現從政治轉向治理的思維。 實務上，這表示所有利害相關者均能就誰可在EB中擔任委員而表達意見。
導致EB功能不彰的另一個重要因素是未有充分時間、人手和財務資源來對提案進行全面評估。此外，驗證專案的工作通常會外包給那些也與涉及專案企業打交道的公司（例如為其提供會計或諮詢業務），因此驗證者有強烈的動機為專案向EB提交正面報告。
近年來有跡象顯示由於出現重大批評，加上EB成員已有更多的經驗，其決策因而變得更為嚴謹。

#### 將森林保護/避免森林砍伐排除在外
於《京都議定書》的第一承諾期，由於各種政治、執行和倫理原因，森林保護被排除在CDM之外，並避免提及森林砍伐。然而森林砍伐造成的碳排放量佔所有的18-25%，且在未來五年內所產生的碳排放量會比全球航空業開始運作以來至少到2025年為止所有飛機的排放量還多。在非政府組織雨林國家聯盟領導下，並根據超過300個非政府組織、商界領袖和政策制定者共同簽署的《立即拯救森林宣言》，要求將保護森林納入第二承諾期CDM計劃內的呼聲越來越高。關於避免森林砍伐（即保護森林）的計畫是否應透過單獨的政策和措施啟動，或透過碳市場來刺激，目前國際上尚未達成協議。 一個主要問題是需要進行大量監測工作，以確保專案能導致碳儲存增加。 而在地方層級也有反對聲音，例如於2008年5月2日在聯合國原住民問題常設論壇（UNPFII）上，來自世界各地的原住民領袖抗議CDM，特別是反對減少因森林砍伐與森林退化造成的排放（REDD+）相關措施。

#### 將避免森林砍伐專案納入CDM的原因
應對氣候變化的做法大致分為兩方面：減少溫室氣體排放和從大氣移除溫室氣體。 溫室氣體的排放源，例如燃煤發電廠，被稱為"源"，而可將碳和其他溫室氣體（例如甲烷）儲存（即遠離大氣）的所在稱為"匯"。
世界上的森林（特別是雨林）是重要的碳匯，因為它們經光合作用而吸收二氧化碳，也因其生物質和土壤中可儲存碳。 當雨林受到砍伐以及燃燒時，我們不僅失去森林從大氣中吸收二氧化碳的能力，儲存在生物質和土壤中的碳也會被釋放進入大氣。
一項新的提案 - REDD+將可讓雨林保護獲得CDM專案的資格。

#### 印度和中國的燃煤火力發電
路透社於2011年7月報導稱，位於印度安得拉邦港口城市克里希納帕特南的一座裝置容量為4,000兆瓦的燃煤發電廠已在CDM註冊。非營利檢測機構CDM Watch和美國草根環境組織塞拉俱樂部批評該發電廠的註冊及其獲得核證減排單位的資格顯然不是依賴其可產生額外性而來。 CDM發言人則駁回這些說法。 根據路透社提供的信息，共有5座燃煤電廠在CDM註冊，其中4座位於印度，裝置容量為10,640兆瓦，1座位於中國，裝置容量為10,640兆瓦。 這五家工廠有資格在10年內獲得6,820萬個CER，若以每一CER有9.70歐元的價格，估計總價值可達6.61億歐元（9.19億美元）。.
CDM EB於2012年9月通過新規則，確認新的燃煤發電廠可註冊為CDM專案，並可適用稱為"活動計畫"的簡化規則。 CDM Watch稱這項決定與CDM的目標不符，因為其形同為新建燃煤發電廠提供補貼。 CDM Watch將就此發放的CER描述為"非額外性的污染碳信用"。

#### 銷毀工業氣體計畫
有些CER是由非附件一所列國家冷媒工廠的CDM計畫所生產，這些工廠會產生強大的溫室氣體 - 氟仿。 銷毀這些氣體是CDM專案早期得以成長的動力，預計到2012年將產生所有帳上列入減排量的20%（Carbon Trust（2009年），第60頁）。購入銷毀氟仿的設備僅需0.2-0.5歐元/每噸二氧化碳。 然而工業化國家為如此低的減排成本支付約20歐元/每噸二氧化碳。，而引發強烈批評。
氟仿專案產生的利潤規模之大，會給已清除排放的工業化國家工廠帶來不公平競爭（第60頁）。 為解決對氟仿計畫的顧慮，CDM EB對這些專案的註冊方式進行過更改。 根據Carbon Trust（2009年，第60頁），這些變化可有效確保：
- 開發這些工廠捕集排放的潛力、
- 減少扭曲、
- 限制產生不當激勵的風險。

Carbon Trust (2009年, 第60頁) 認為批評CDM尋求低成本減排法似乎並不正當。 他們也認為透過有針對性的資金以解決問題會很容易的看法只是後見之明，同時在CDM出現之前，這些減排機會並未被被好好把握。

#### 水力發電
要興建超過20兆瓦的水力發電專案必須證明其有遵循世界水壩委員會（WCD）指南或是類似的指南，所產生的信用額才有資格進入歐盟排放交易體系進行交易。 截至2008年7月21日，水力發電專案的CER尚未在歐洲碳交易所交易，因為不同成員國對於限制有不同的解讀。
組織為了解單一項目符合WCD原則程度，可採用水力發電可持續性評估協議，此協議被推選為目前最實用的評估工具。
非政府組織和研究人員認為大型水力發電專案不具永續性，不應納入CDM。截至2014年，獲得CDM支持的最大水力發電廠是位於巴西的吉拉烏水壩發電廠。

#### 其他問題
再生能源
在CDM的初始階段，政策制定者和非政府組織對於其中缺乏再生能源專案而感到擔憂。 由於現在新的CDM專案中，主要是再生能源和能源效率專案，因此這已不再是種問題。
碳匯
一些非政府組織和政府對將碳匯納入CDM專案表示擔憂。主要是擔心會發生供應過剩的問題，這類專案無法保證碳能被永久封存，以及計算生物質儲碳的方法很複雜，且仍在開發階段。 CDM因此為此類專案創建兩種單獨的碳交易憑證（臨時CER和長期CER）。
西撒哈拉風力發電廠
於2012年，有項在西撒哈拉有爭議領土的首都阿尤恩附近建造一風力發電廠綜合體的計畫公布。 由於這項計畫是在聯合國（聯合國將西撒哈拉列為一非自治領土）和摩洛哥政府之間的密切合作下建立，因此受到包括波利薩里奧陣線在內許多支持西撒哈拉獨立組織的質疑。

#### 建議
為回應各方對不可持續項目或虛假碳信用的擔憂，世界自然基金會和其他非政府組織設計一條件更為嚴謹的"黃金標準"，強調更為注重再生能源專案，但也並不完全排除其他類型的專案。

### 成就
研究人員Schneider（2007年，第73頁）提出CDM在減少工廠和垃圾掩埋場排放方面的成功經驗。他最後指出，如果對CDM的各項擔憂得到適當解決，此機制將繼續成為"應對氣候變化的重要工具"。

## 延伸閱讀
- Boyd, E.;  et al. . Tyndall Centre for Climate Change Research. October 2007  [2012-09-18]. （原始内容存档于2015-04-07）.
- Hepburn, C. . Annual Review of Environment and Resources. November 2007, 32: 375–393. S2CID 55185264. doi:10.1146/annurev.energy.32.053006.141203 .
- The ultimate climate change FAQ. . The Guardian. 2011-07-26  [2012-09-20].
- Cassimon, D., M. Prowse and D. Essers (2014) Financing CDM projects through debt-for-efficiency swaps? Case study evidence from a Uruguayan wind farm project （页面存档备份，存于）. European Journal of Development Research 26.

## 外部連結
- Home page of United Nations website on Clean Development Mechanisms （页面存档备份，存于）
- Spreadsheet of Hydro Projects in the CDM Project Pipeline, International Rivers （页面存档备份，存于）
- Designated National Authority of India for CDM Projects
- UN Clean Development Mechanism profile on database of market governance mechanisms